# Середейский
Середейский — посёлок городского типа в Сухиничском районе Калужской области России.
Население — 1,7 тыс. жителей (2021). Абсолютное большинство жителей работает за пределами посёлка.
Расположен в 3 км от железнодорожной станции Живодовка (на линии Сухиничи — Брянск), в 90 км от областного центра.

## История
Своим рождением посёлок обязан началу строительства здесь угольной шахты в 1953 году, которая была запущена 6 января 1959 года. Назван по ныне несуществующей деревне Середея. Статус посёлка городского типа — с 1954 года. В 1968 году был открыт цех Сухиничской фабрики пластмассовых изделий, где крупными партиями изготавливались каблуки для женской обуви.
В 2004 году шахта прекратила свою работу, в следующем году была официально закрыта, выработки затоплены. Несмотря на это, предполагалось возобновить добычу на новой шахте, что так и не было реализовано.
Осенью 2009 года начато строительство нового микрорайона. В 2012 году в посёлке полностью ликвидировано ветхое жильё, люди были переселены в бесплатные благоустроенные квартиры и коттеджи.

## Население
| 1959  | 1970  | 1979  | 1989  | 2002  | 2009  | 2010  |
| ----- | ----- | ----- | ----- | ----- | ----- | ----- |
| 3207  | ↘2884 | ↘2637 | ↘2522 | ↘1948 | ↘1679 | ↗1819 |
| 2012  | 2013  | 2014  | 2015  | 2016  | 2017  | 2018  |
| ↘1788 | ↘1772 | ↘1727 | ↗1751 | ↘1718 | ↗1724 | ↘1721 |
| 2019  | 2020  | 2021  |       |       |       |       |
| ↘1695 | ↘1692 | ↗1766 |       |       |       |       |

## Экономика и социальная инфраструктура
В посёлке работает швейная фабрики, цех электроустановочных изделий.
Действуют школа, интернат, Дом Ветеранов.
В посёлке 75 многоквартирных домов (всего 802 квартиры), частных домов — 71.

## Достопримечательности
- Развалины барской усадьбы помещиков Орловых
- Сквер Победы, где в братской могиле захоронены советские воины
- Православный храм в честь Рождества Пресвятой Богородицы